# Raleigh Club
Il Raleigh Club era un dining club fondato nel 1827. I soci s'incontravano alla Thatched House, una taverna nella zona di St James a Londra, quale alternativa al Travellers Club.
Il club fu fondato da Sir Arthur de Capell Brooke quale luogo dove veri esploratori viaggiatori potevano incontrarsi, scambiarsi racconti e provare le cucine di paesi lontani.
Fu una specie di nido d'infanzia per la Royal Geographical Society e divenne assorbito da questa organizzazione più avanti, nello stesso secolo.
Tra gli illustri primi membri vi furono sir John Barrow e Alexander Burnes.